# Al-Maʾmūn
Abū Jaʿfar ʿAbd Allāh al-Maʾmūn b. Hārūn al-Rashīd (Baghdad, 13 settembre 786 – Tarso, 9 agosto 833) è stato il settimo califfo della dinastia abbaside. Figlio di Hārūn al-Rashīd, governò la Umma islamica dall'813 all'833.

## Ascesa al potere: la guerra civile abbaside
Al-Maʾmūn venne alla luce sette mesi prima del fratello Muḥammad al-Amīn (figlio di Zubayda, nipote di al-Manṣūr. Primo principe dunque a poter vantare un'ascendenza hashemita sia da parte paterna che da parte materna).
Nell'802, Hārūn al-Rashīd compì il pellegrinaggio a Mecca assieme ai figli. Lì redasse due importanti documenti, firmati dai figli e dai loro rispettivi tutori, e poi conservati nella Kaʿba a perenne monito. In essi al-Amīn era nominato erede del Califfato e al-Maʾmūn secondo nella linea successoria, con il riconoscimento a questi però della sovranità assoluta – con pieno controllo dell'esercito, dell'amministrazione e delle finanze – sul Khorasan.
Si trattava di una vera e propria spartizione del Califfato e, com'era prevedibile, poco dopo la morte del califfo (809) i due figli di Hārūn al-Rashīd finirono per scontrarsi in una guerra civile e fratricida. Dopo alcune prove di forza, e un inutile scambio di lettere diplomatiche, a rompere l'accordo fu al-Amīn, che nell'810 fece eliminare definitivamente il nome di al-Maʾmūn, in quanto erede, dalla preghiera del venerdì e inviò nel Khorasan una spedizione di 40.000 uomini per obbligare il fratellastro a seguirlo in catene a Baghdad.
Nonostante la schiacciante inferiorità numerica, i 5000 uomini del generale persiano Ṭāhir b. al-Ḥusayn (cui al-Faḍl b. Sahl, vizir di al-Maʾmūn, aveva affidato la difesa del Khorasan) riuscirono ad avere la meglio. Il destino delle successive spedizioni non fu migliore: i generali di al-Amīn vennero sconfitti uno dopo l'altro, finché le sorti della guerra non si ribaltarono completamente e il Califfo poté contare soltanto sui volontari provenienti dagli strati più bassi della popolazione di Baghdad, gli urat, lautamente pagati dall'erario statale.
Nel frattempo, i generali di al-Maʾmūn, Ṭāhir e Harthama b. Aʿyān, avevano progressivamente conquistato l'intero Iraq, fino a stringere d'assedio la stessa Baghdad. Ciononostante, fu solo dopo 13 mesi di assedio, all'inizio dell'813 che le truppe di al-Maʾmūn spezzarono la resistenza e conquistarono Baghdad, mentre al-Amīn, catturato dai soldati di Ṭāhir mentre cercava di consegnarsi ad Harthama, fu giustiziato per volere di Ṭāhir, senza che al-Maʾmūn avesse dato alcun ordine ufficiale in tal senso: era il primo califfo abbaside a conoscere una tale fine.

## Consolidamento del potere: riunificazione del dominio abbaside
La morte di al-Amīn non significò la fine della guerra civile. Al-Maʾmūn, infatti, rimase a governare dalla capitale del Khorasan, Marw, inviando al-Hasan b. Sahl, fratello di al-Fadl, a garantire il controllo di Baghdad. La lontananza del califfo e lo strapotere dei Sahlidi impedirono la pacificazione dell'impero, che continuò per altri sei anni a essere percorso da rivolte e tumulti. La situazione degenerò ulteriormente quando a Baghdad giunse la notizia che il 2 Ramadan 201 (marzo 817), al-Maʾmūn aveva proclamato erede l'imam alide ʿAlī b. Mūsā b. Jaʿfar, detto al-Riḍā, facendo sposare suo figlio con la propria figlia, al fine di superare la grave spaccatura creatasi tra Abbasidi e alidi l'indomani della vittoriosa Rivoluzione abbaside. La notizia fu percepita dagli Abbasidi come una diretta minaccia al loro prestigio, e Ibrāhīm b. al-Mahdī, zio del Califfo, venne acclamato nuovo califfo il primo venerdì del 202 dell'Egira, equivalente al 24 luglio 817.
Fu proprio ʿAlī al-Riḍā a informare finalmente il califfo – tenuto finora all'oscuro di tutto dai Sahlidi, timorosi di vedere compromessa la propria posizione – della situazione disastrosa che vigeva in Iraq. Al-Maʾmūn si liberò così di al-Faḍl b. Sahl e partì per Baghdad. Nel corso del viaggio però, ʿAlī al-Riḍā morì (ottobre 818) e, se anche al-Maʾmūn può non esserne stato responsabile, è certo che tale morte abbia giocato in suo favore. La ribellione coagulata attorno a Ibrāhīm b. al-Mahdī si sfaldò, e all'alba del 10 agosto 819, al-Maʾmūn entrò nella capitale abbaside. La lunga guerra civile poteva finalmente dirsi conclusa.
L'insediamento di al-Maʾmūn a Baghdad fu seguito da un ricambio dell'élite al potere; ai Sahlidi e alle famiglie arabe del Khorasan furono sostituiti i Tahiridi e soprattutto il fratello minore di al-Maʾmūn, Abū Isḥāq, il futuro califfo al-Mu'tasim. A Ṭāhir, e dopo la sua morte a suo figlio Ṭalha, fu assegnato il governo del Khorasan. Un altro figlio di Ṭāhir, ʿAbd Allāh, ottenne nell'826 il governatorato di Egitto, Siria e Arabia, dopo aver trionfalmente schiacciato le ultime ribellioni che vi serpeggiavano, e due anni dopo, andò nel Khorasan per sostituire il fratello Ṭalha dopo la sua morte, lasciando il controllo di Baghdad al cugino Isḥāq b. Ibrāhīm.
Abū Isḥāq, forte del suo esercito personale di schiavi turchi, riempì il vuoto lasciato nelle parti occidentali dell'impero da ʿAbd Allāh b. Ṭāhir, ottenendo il governatorato di Siria ed Egitto. Da quel momento, il califfato poté dirsi governato dal triumvirato ʿAbd Allāh b. Ṭāhir, Isḥāq b. Ibrāhīm e Abū Isḥāq, fino alla morte di al-Maʾmūn, avvenuta il 9 agosto 833 (18 Rajab 218).

## Politica religiosa e culturale

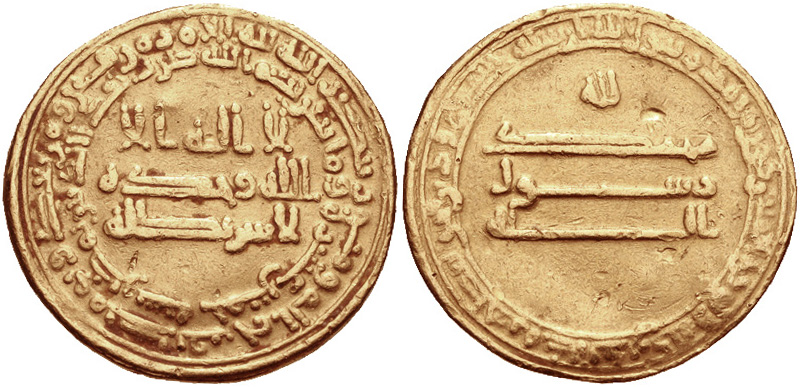
Dinar d'oro coniato durante il califfato di al-Maʾmūn in Egitto nell'830/831

Ad al-Maʾmūn è attribuito il merito di aver promosso attivamente il movimento di traduzione in arabo dal greco, dal persiano e dall'indi delle opere scientifiche e filosofiche delle civiltà precedenti ormai tramontate , con l'istituzione della Bayt al-Ḥikma, una biblioteca, centro culturale e luogo di incontro per studiosi e traduttori dell'impero fulcro dell'epoca d'oro islamica . In realtà, le origini del movimento di traduzione sono più antiche, ma al-Maʾmūn ha dato ad esso un'importanza notevole tanto che la lingua araba divenne la lingua scientifica culturale di quel periodo.
Fece costruire i primi osservatori astronomici islamici, le prime cartiere al di fuori della Cina che diedero sviluppo alla divulgazione scientifica, opere di ingegneria idraulica innovative, ospedali gratuiti dove i medici fecero ricerca, si appassionò di egittologia e condusse degli scavi nelle piramidi della piana di Giza.
Per quanto riguarda la politica religiosa, al-Maʾmūn è ricordato per il suo atteggiamento conciliativo nei confronti degli sciiti, culminato con la nomina ad erede di quello che è considerato dagli sciiti duodecimani il loro ottavo imam, ‘Ali al-Rida, e per l'adozione della dottrina mutazilita, imperniata sulla concezione del Corano creato, imposta in tutto l'impero come “teologia di stato", grazie alla miḥna, un ufficio voluto per vagliare l'adesione o meno dei principali funzionari del Califfato al Mutazilismo.
La designazione a proprio successore di ‘Ali al-Rida ha portato alcuni studiosi a ipotizzare un'adesione personale del califfo allo Sciismo. In effetti, la scelta di al-Ma'mun di assumere il titolo di Imam al posto di quello Amir al-Mu'minin, la sua dichiarata venerazione personale per ‘Ali b. Abi Talib, l'istituzione della maledizione pubblica per Mu'awiya ibn Abi Sufyan e la cancellazione dei nomi dei califfi omayyadi da alcune iscrizioni monumentali, la scelta – peraltro temporanea – di adottare il verde degli alidi come colore cerimoniale, al posto del nero abbaside, il tentativo di legalizzare il matrimonio temporaneo, o mut'a, la restituzione agli alidi dell'oasi di Fadak (proprietà di Maometto, che Abū Bakr aveva rifiutato di lasciare a Fatima), l'ordine ai militari di recitare alcuni takbīr supplementari per ciascuna preghiera quotidiana, possono legittimare il sospetto che al-Ma'mun nutrisse una certa simpatia per lo Sciismo, ma resta più probabile che queste azioni fossero motivate dal desiderio di conciliare le posizioni di sciiti e sunniti, più che da una reale adesione allo Sciismo. Non bisogna dimenticare che egli era pur asceso al potere grazie a un regicidio, che per di più era un fratricidio. Il fatto che cercasse di evitare ulteriori conflitti in modo da consolidare la dinastia non appare quindi strano.
L'adozione della dottrina del Corano creato risale invece all'827, anche se l'istituzione della miḥna come strumento inquisitorio è più tarda. Fu una delle ultime iniziative di al-Ma'mun, morto pochi mesi dopo. Con una serie di quattro lettere, il califfo ordinò a Ishaq b. Ibrahim, governatore a Baghdad, di interrogare i giuristi sospettati di sostenere la natura increata del Corano, e di punire con la bastonatura, la reclusione, e infine la decapitazione i reticenti (tra cui Yahya ibn Ma'in), che avessero rifiutato di abiurare.
Tra le spiegazioni addotte dagli studiosi per spiegare questo fenomeno – la simpatia per il Mutazilismo, l'affinità con lo Sciismo, la volontà di affermare la superiorità assoluta del califfo in ogni questione religiosa, oltre che politica – la terza è sicuramente la più interessante. Per quanto riguarda il Mutazilismo, bisogna ricordare che nessun mutazilita fu direttamente coinvolto nella miḥna; e, fatto ancor più importante, che la loro teologia non rappresentava, come spesso si è detto, una “religione di Stato”. Al-Ma'mun aveva posizioni teologiche piuttosto eclettiche; la miḥna dev'essere quindi intesa come un mezzo per affermare l'autorità del califfo su tutti quei giuristi che rifiutavano di riconoscergli il ruolo di arbitro ultimo del dogma. Se anche lo Sciismo o il Mutazilismo hanno influenzato il pensiero di al-Ma'mun, il fine ultimo di questi era semplicemente la restaurazione del prestigio e dell'autorità califfale nella figura di un Imam, la cui autorità – in ogni ambito, compreso quello teologico – doveva essere indiscutibile, illimitata, e assolutamente non condivisibile con altri.